# Auferstehungskirche (Rottenmann)

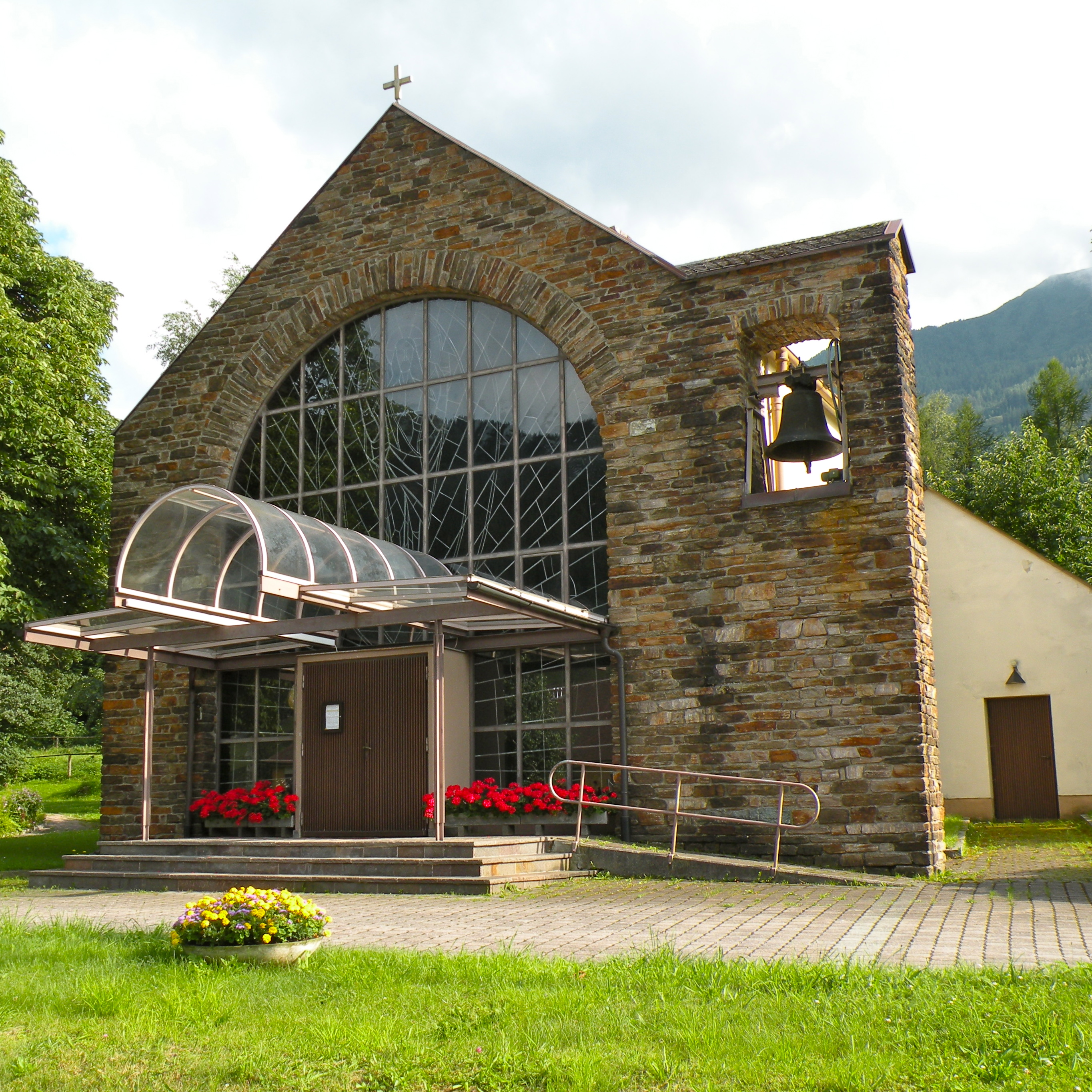
Rottenmann, Evangelische Pfarrkirche

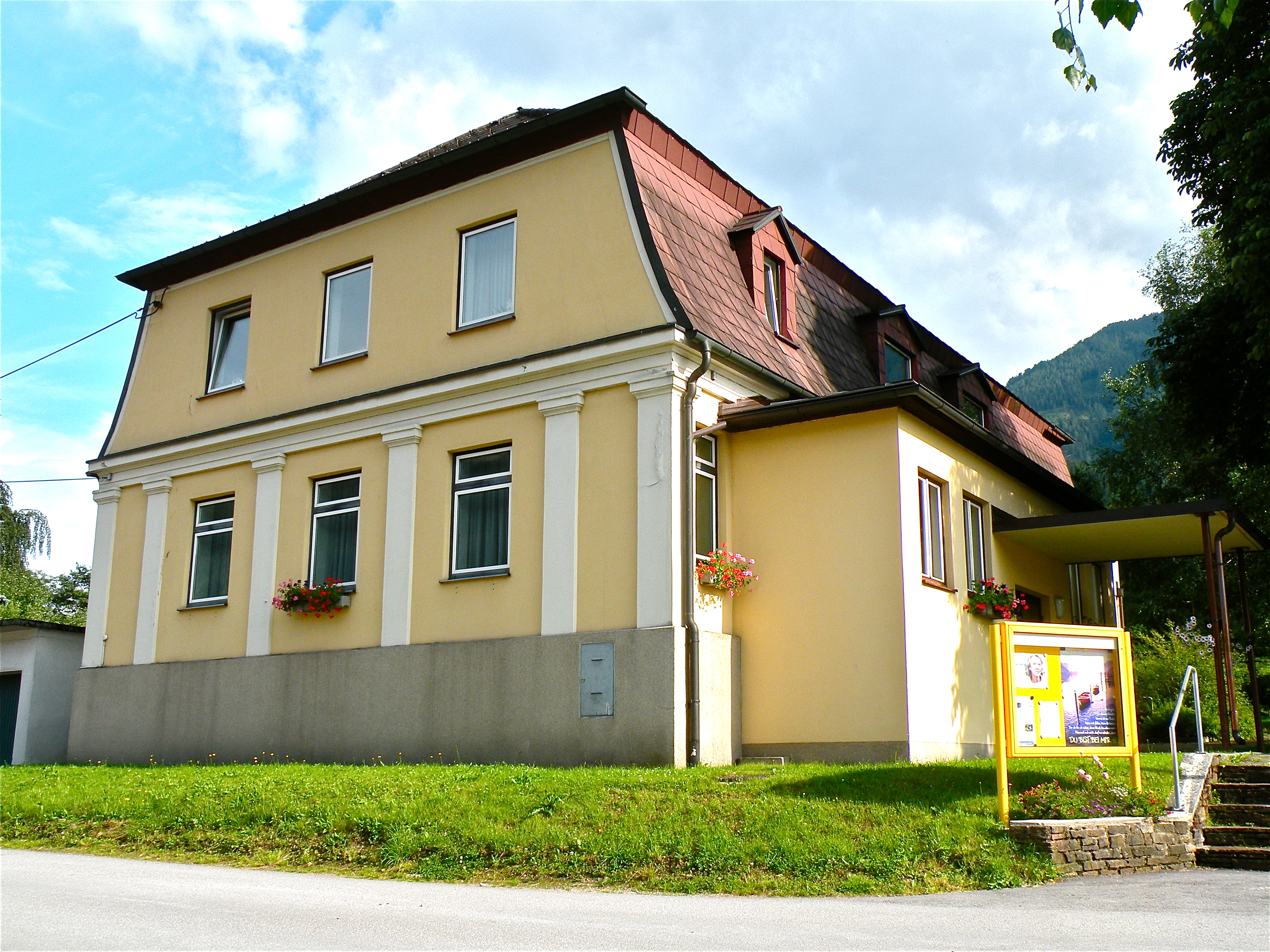
Rottenmann, Evangelisches Gemeindehaus, 1908 von Otto Bartning

Die Auferstehungskirche Rottenmann, gelegen in der Koloman-Wallischstraße 136 in Rottenmann, Bezirk Liezen, gehört zum Pfarrverband Rottenmann/Oppenberg/Selzthal in der Evangelischen Superintendentur A. B. Steiermark. Kirche (Listeneintrag) und Pfarrhaus (Listeneintrag) stehen unter Denkmalschutz.

## Geschichte
Bereits im 16. Jahrhundert war Rottenmann unter dem Schlossherrn von Burg Strechau, Hans Friedrich Hofmann (1492–1564), Zentrum einer evangelischen Kirchengemeinde. Von der im Norden der Stadt nahe von Schloss Thalhof gelegenen ersten protestantischen Kirche von 1578/79, einem kreisförmigen Zentralbau, sind nur noch die Grundmauern erhalten.
Die heutige evangelische Kirchengemeinde Rottenmann wurde 1906 im Zuge der Los-von-Rom-Bewegung gegründet. Auf Initiative ihres ersten Pfarrers Karl Schiefermair (1875–1947) war hier schon 1908 die Errichtung eines Kirchenbaus geplant gewesen. Für den Kirchenbau konnte der damals noch junge Architekt Otto Bartning gewonnen werden, der im gleichen Jahr auch im benachbarten Selzthal ein Bethaus mit Pfarrhaus errichtete. Von dem Rottenmanner Projekt – eine kreuzförmig erweiterte Rotunde mit monumentaler Pilastergliederung, durch einen massiven Turm mit dem anschließenden Pfarrhaus verbunden – kam vorerst jedoch nur das erhaltene Pfarrhaus zur Ausführung, das sich – modernisiert und durch Anbauten verändert – in seiner ursprünglichen Gestalt mit seinem schweren Mansarddach erhalten hat. In überarbeiteter Form (ohne den Turm) wurde das Projekt 1912–13 in der Heilandskirche von Krems verwirklicht. Mit diesen beiden Projekten versuchte Bartning, „bewußt architektonische Formen von auffälligen und fortschrittlichen Bauten des 16. Jahrhunderts in Österreich wiederzubeleben“, wobei „Historismus und bestimmte moderne Stilmittel … in der Tradition der ‚sprechenden Architektur‘ des Historismus gezielt zur Propagierung einer bestimmten Kirchenpolitik und neuprotestantischen Frömmigkeit instrumentalisiert“ wurden.
Der bestehende Kirchenbau wurde erst fünfzig Jahre später errichtet, die Grundsteinlegung fand am 1. Mai 1957, die Schlussweihe am 15. Juni 1958 statt. Anstelle des zunächst beauftragten ortsansässigen Architekten Friedrich Bodner kam dabei ein Entwurf des Wiener Architekten und Bauanwalts der evangelischen Kirche Friedrich Rollwagen zur Ausführung. Der Querschnitt des tonnengewölbten Saals bestimmt die in rauem Werkstein ausgeführte Fassade, die zur Gänze von einem großen rundbogigen Fenster durchbrochen ist. Das dieses füllende Glasgemälde des Auferstandenen Christus schuf Hans Preiß aus Trieben. Statt des zunächst geplanten Glockenturms wurde der Fassade seitlich lediglich ein Glockenträger angefügt. 
Auf Initiative Rottenmanns erfolgte die Gründung der evangelischen Kirchengemeinde in Admont.